# A Sky Full of Stars
A Sky Full of Stars ist ein Lied der britischen Rockband Coldplay von ihrem sechsten Studioalbum Ghost Stories aus dem Jahr 2014, das am 2. Mai 2014 als dritte Single ausgekoppelt wurde. Coldplay komponierte und textete den Song zusammen mit Avicii und Produktionsunterstützung von Paul Epworth, Daniel Green und Rik Simpson. Aufgenommen wurde das Lied in den The Bakery and The Beehive Musikstudios in London, England.
Bei seiner Veröffentlichung erhielt A Sky Full of Stars überwiegend positive Kritiken und erreichte die Top 10 der Charts in über 16 Ländern wie Australien, Kanada, Irland, Japan, Mexiko, Neuseeland, Großbritannien und den Vereinigten Staaten. Der englische Regisseur Mat Whitecross drehte ein Musikvideo, das am 19. Juni 2014 veröffentlicht wurde. Die Single erreichte Platz 1 in Italien, Israel, Luxemburg, Portugal, dem Libanon und der wallonischen Region Belgiens. Es erreichte auch die Spitze der Billboard Hot Dance Club Songs Chart. Das Lied war für den Best Pop Duo/Group Performance bei den Grammy Awards 2015 nominiert.

## Komposition
Der Klavier-basierte Song ist in der Tonart Ges-Dur im typischen ⁴/₄ Takt komponiert und hat in der Albumversion eine Länge von 4:28 min. Er beginnt als Klavierballade, mit Progressive-House-beeinflusster elektronischer Musik, die zwischen den Strophen erklingt. Laut den auf Musicnotes.com veröffentlichten Noten folgt der Song der Akkordfolge E♭m7 – Bmaj9 – G♭ – B♭m(♭6) mit einem Tempo von 125 Beats per minute. Chris Martins Gesang hat einen Tonumfang von A♭3 bis G♭5.
Kategorisierung
Das US-amerikanische Online-Magazin Consequence of Sound beschrieb den Track als „[passend] zu den synthielastigen Soundscapes von Midnight, aber mit mehr tanzbarem Geschmack“. A Sky Full of Stars markiert den ersten Dance-Track der Band und wird als EDM mit House-Einflüssen beschrieben. Das Musikmagazin Rolling Stone kategorisiert das Lied der Stilrichtung Eurodance zu: „Euro-Beats zu Stadionballaden“. Laut der deutschen Ausgabe des Rolling Stone sind die wenigen sich wiederholenden Akkordfolgen und die abwechslungsreiche Melodie des Songs inspiriert von der amerikanischen Popsängerin Katy Perry und Nirvanas Smells Like Teen Spirit (1991).

## Aufnahme

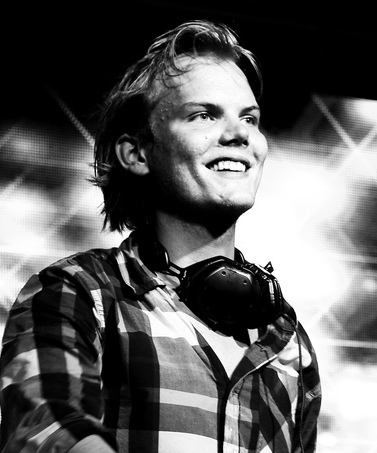
Coldplay lud den schwedischen Musikproduzenten Avicii ein, A Sky Full of Stars mitzuproduzieren.

A Sky Full of Stars wurde während der Aufnahme-Session für das sechste Studioalbum der Band in den eigens dafür errichteten Studios The Bakery and The Beehive in London, England aufgenommen. Die Studios wurden ursprünglich für die Arbeit an den beiden vorherigen Studioalben Viva la Vida or Death and All His Friends (2008) und Mylo Xyloto (2011) gebaut.
Die Band lud den schwedischen Musikproduzenten Avicii (1989–2018) zu einer Kollaboration an A Sky Full of Stars ein. Neben der Produktion des Tracks wurde er vom Leadsänger Chris Martin gebeten, auch die Klavierparts einzuspielen und aufzunehmen. Martin erklärte später in einem Interview mit Zane Lowe, dass er das Gefühl hatte, die Band „hereingelegt“ zu haben, als er Avicii bat, das Klavier an seiner statt zu spielen.

## Veröffentlichung
Am 2. Mai 2014 wurde A Sky Full of Stars als achter Song des Albums Ghost Stories weltweit vorzeitig im iTunes Store und beim Audio-Streaming-Dienst Spotify veröffentlicht.
Am 5. Mai 2014 wurde die Single im Google-Play-Store in Australien veröffentlicht. Am 26. Juni kündigten Coldplay die A Sky Full of Stars EP an. Sie würde den Radio Edit des Songs enthalten, sowie die drei Bonustracks aus der Deluxe-Version von Ghost Stories: All Your Friends, den Titeltrack Ghost Story und O (Reprise), die vom Einzelhändlern Target vertrieben wurden. Das Extended Play (EP) war weltweit erhältlich, mit Ausnahme der Vereinigten Staaten, da die Deluxe-Version des Albums nur in den USA erhältlich war, und wurde am 29. Juni 2014 veröffentlicht.

## Artwork
Das Artwork für A Sky Full of Stars wurde von der in Großbritannien lebenden, tschechischen Radierkünstlerin Mila Fürstová geätzt. Es setzt das Motiv vom Ghost Stories-Album fort, das eine Szene zeigt, die sich in einem größeren, geschlossenen Körper abspielt. Mehrere Figuren wie Engel mit Flügeln wie im Ghost Stories-Artwork, Gebäude wie eine Kirche und Objekte wie ein Labyrinth und ein Stuhl, die ebenfalls auf die im Ghost Stories-Artwork anspielen, werden umrahmt von einer dreidimensionalen Sternkarte. Das Artwork erinnert an Fürstovás früheres Werk Other Skies (2011), in dem ebenfalls verschiedene Figuren, Gebäude und Objekte auf einer Sternkarte abgebildet sind.

## Liveauftritte

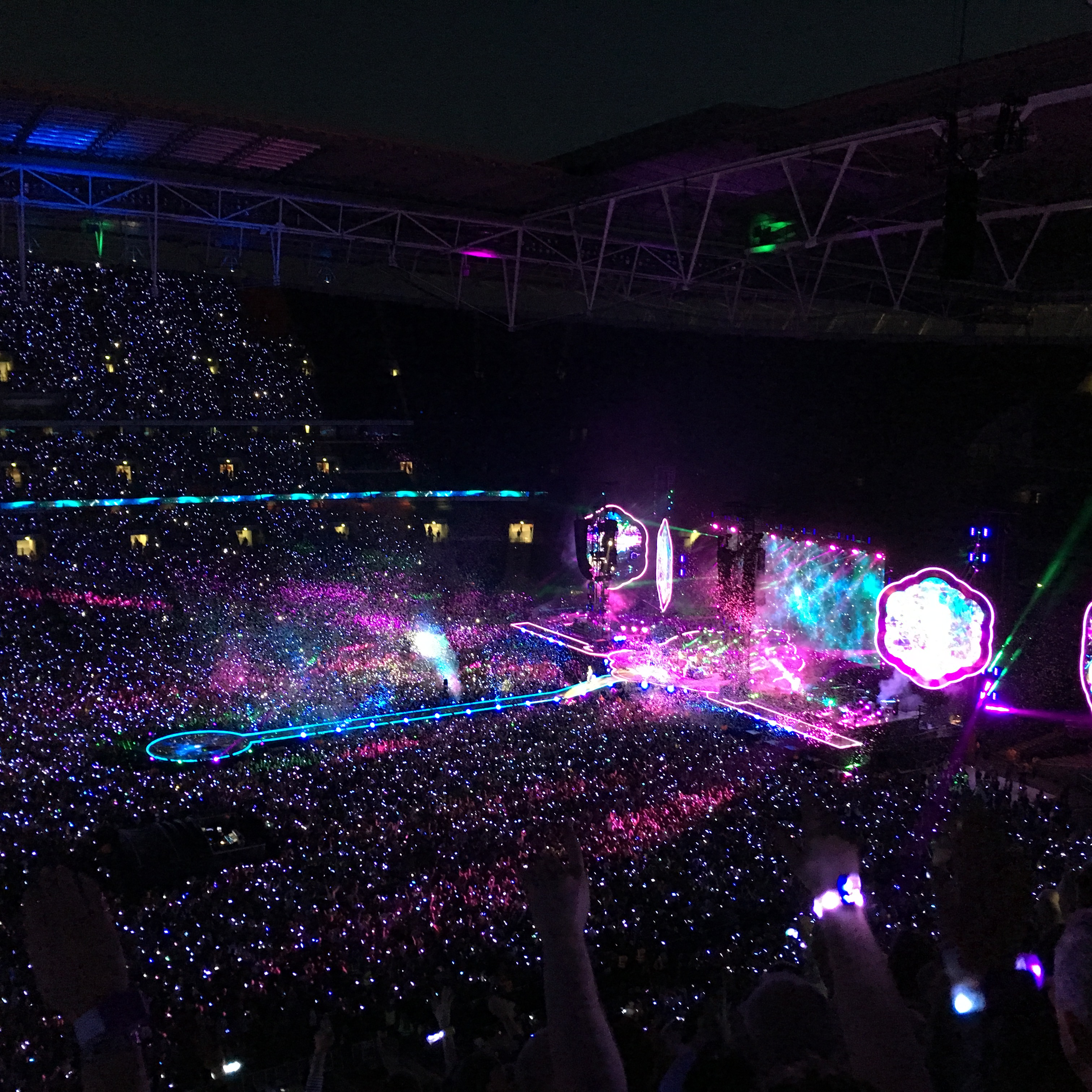
Blick auf die Bühne des Wembley-Stadions, als Coldplay A Sky Full of Stars während eines Konzerts ihrer A Head Full of Dreams Tour spielen.

A Sky Full of Stars wurde zuerst bei Auftritten vor geschlossenem Publikum gespielt. Als die Band den Song vor der Veröffentlichung der A Sky Full of Stars-Single aufführte, bat sie das Publikum routinemäßig darum, die Performance des Songs nicht mit Smartphones aufzunehmen, um zu verhindern, dass der Song vor seiner Veröffentlichung durchsickert. Trotz ihrer Absichten wurde der Song nach ihrer Performance des Songs während der Eröffnungsnacht ihrer Ghost Stories-Promotion-Tour im E-Werk in Köln am 25. April 2014 geleakt. Der Song wurde am 29. April 2014 in der Musikfernsehshow Later with Jools Holland auf BBC Two live uraufgeführt. Die Band führte den Song dann am 3. Mai 2014 bei der US-amerikanischen Comedy-Show Saturday Night Live und am 30. Mai 2014 in der britischen The Graham Norton Show.

## Mediale Verwendung
A Sky Full of Stars wurde während der Democratic National Convention 2020 und nach den Dankesreden des gewählten Präsident der Vereinigten Staaten Joe Biden und der gewählten US-Vizepräsidentin Kamala Harris, nach deren Sieg bei der Präsidentschaftswahl in den Vereinigten Staaten 2020. Die Journalistin Dana Bash vom US-amerikanischen Fernsehsender CNN hob die Bedeutung der Liedauswahl für Biden hervor, da es das Lieblingslied seines verstorbenen Sohnes Beau Biden (1969–2015) war. Das Lied wurde auch während des Three-Point-Shootout des NBA All-Star Game 2015-Wochenendes gespielt.

## Musikvideo
Der englische Regisseur Mat Whitecross drehte das offizielle Musikvideo. Die Dreharbeiten fanden am 17. Juni 2014 in der King Street in Newtown statt, einem Vorort der australischen Großstadt Sydney. Die Band lud über den Mikrobloggingdienst Twitter kurzfristig 250 Fans ein, als Komparsen beim Dreh mitzuwirken.
Zu Beginn des Videos läuft der Leadsänger von Coldplay, Chris Martin, als Ein-Mann-Orchester verkleidet durch die Straßen Sydneys und singt die erste Strophe des Songs. Er trifft auf seine drei anderen Bandmitglieder, ebenfalls als Ein-Mann-Band ausgerüstet, und gemeinsam spielen sie den instrumentalen Refrain. Danach geht Martin alleine weiter auf dem Fußweg, während er die zweite Strophe singt. Am Ende des Videos versammelt sich die Band wieder auf einem Platz und singt und spielt den letzten Teil des Liedes inmitten einer Menschenmenge. Während Martin den letzten Teil singt, werden viele Papiersterne auf den Platz geblasen. Die Szene von der Mary bis zur Australia Street wurde mit einer Steadicam als schnittloser One-Shot gedreht.
Das Farbvideo wurde im Seitenverhältnis 16:9 aufgezeichnet, hat eine Länge von 4:13 min und wurde am 19. Juni 2014 veröffentlicht.
Alternative Version
Ende 2014 wurde ein alternatives Musikvideo ins Internet „geleakt“. Weitere Informationen wurden dazu keine publiziert. Allerdings sind im offiziellen Musikvideo 10 Sekunden lang Ausschnitte aus dem alternativen Video zu sehen, die auf den Fernsehern im Schaufenster eines Ladens abgespielt werden.

## Mitwirkende
Entsprechend den Linernotizen des „Ghost Stories“-Albums:
Coldplay
- Chris Martin – Leadgesang, Akustische Gitarre
- Jonny Buckland – Leadgitarre
- Guy Berryman – Bassgitarre
- Will Champion – Schlagzeug, Programmierung

Ergänzende Musiker
- Avicii – Piano, Keyboards

Tontechnik
- Avicii – Produktion
- Paul Epworth – Produktion
- Rik Simpson – Produktion
- Daniel Green – Produktion

Grafikdesign
- Mila Fürstová – Cover Art

## Rezensionen
A Sky Full of Stars erhielt nach der Veröffentlichung allgemein positive Kritiken. Carl Williott vom US-amerikanischen Musik-Blog Idolator gab dem Track eine positive Rezension mit den Worten:

Quite honestly it sounds more like a Zedd or Avicii offering than a Coldplay one, and it’s certainly the loudest and most joyful cut we’ve heard from the album so far.

„Ehrlich gesagt klingt es mehr nach Zedd oder Avicii als nach Coldplay, und es ist sicherlich das lauteste und fröhlichste Stück, das wir bisher vom Album gehört haben.“

Melinda Newman von der Entertainment-News-Website HitFix hatte einen ähnlichen Eindruck und nannte den Song „den kommerziellsten und tanzbarsten Track bisher“ (the most commercial and dance-y track so far) vom Album. Chris De Ville von Stereogum gab A Sky Full of Stars einen überwältigend positiven Kommentar, indem er feststellte, dass der Song „der energetischste und klassischste Coldplay-Song ist, den wir bisher vom Album gehört haben“. Chris Martins vom Spin-Magazin äußerte sich ebenfalls relativ positiv und schrieb: „Die Festzelt-EDM-Darbietung ist ziemlich zufriedenstellend in allen Aspekten, die dieses auszeichnen.“
Zane Lowe von BBC Radio 1 nannte den Track am 29. April 2014 sein Hottest Record.
Eine negative Kritik kam jedoch von Carolyn Menyes von der Music Times, die den Song dafür kritisierte, dass es ihm „an Persönlichkeit oder Herz fehlt, etwas, wovon die besten Coldplay-Songs vollgestopft sind“. Josh Modell von „The A.V. Club“ kritisierte ihn als „eklatant anbiedernden, das Album unterbrechend, stimmungsaufhellenden [Track], der dazu bestimmt ist, ein Hit zu werden und auch sofort überholt ist“.

„Martin singt zu großen Gesten eine formvollendete Sehnsuchtsmelodie. Keine Frage, dies ist der Hit. Die Single, die uns den Rest des Jahres begleiten wird. Man erlebt selten, dass ein nie gehörtes Stück so direkt zündet.“

## Kommerzieller Erfolg

### Chartplatzierungen
| ChartsChartplatzierungen       | Höchstplatzierung | Wochen |
| ------------------------------ | ----------------- | ------ |
| Deutschland (GfK)              | 6 (40 Wo.)        | 40     |
| Österreich (Ö3)                | 11 (33 Wo.)       | 33     |
| Schweiz (IFPI)                 | 2 (65 Wo.)        | 65     |
| Vereinigte Staaten (Billboard) | 10 (26 Wo.)       | 26     |
| Vereinigtes Königreich (OCC)   | 9 (46 Wo.)        | 46     |

| ChartsJahrescharts (2014)      | Platzierung |
| ------------------------------ | ----------- |
| Deutschland (GfK)              | 33          |
| Österreich (Ö3)                | 53          |
| Schweiz (IFPI)                 | 14          |
| Vereinigte Staaten (Billboard) | 51          |
| Vereinigtes Königreich (OCC)   | 40          |

### Auszeichnungen für Musikverkäufe
| Land/Region                  | Auszeichnungen für Musikverkäufe (Land/Region, Auszeichnung, Verkäufe) | Verkäufe  |
| ---------------------------- | ---------------------------------------------------------------------- | --------- |
| Australien (ARIA)            | 8× Platin                                                              | 560.000   |
| Belgien (BRMA)               | 2× Platin                                                              | 60.000    |
| Dänemark (IFPI)              | 2× Platin                                                              | 180.000   |
| Deutschland (BVMI)           | 2× Platin                                                              | 600.000   |
| Frankreich (SNEP)            | Gold                                                                   | 96.700    |
| Italien (FIMI)               | 5× Platin                                                              | 150.000   |
| Kanada (MC)                  | 3× Platin                                                              | 240.000   |
| Mexiko (AMPROFON)            | Platin                                                                 | 60.000    |
| Neuseeland (RMNZ)            | 5× Platin                                                              | 150.000   |
| Österreich (IFPI)            | Gold                                                                   | 15.000    |
| Portugal (AFP)               | 5× Platin                                                              | 50.000    |
| Schweiz (IFPI)               | Platin                                                                 | 30.000    |
| Spanien (Promusicae)         | 4× Platin                                                              | 240.000   |
| Vereinigte Staaten (RIAA)    | 4× Platin                                                              | 4.000.000 |
| Vereinigtes Königreich (BPI) | 4× Platin                                                              | 2.400.000 |
| Insgesamt                    | 2× Gold · 46× Platin ·                                                 | 8.831.700 |

Hauptartikel: Coldplay/Auszeichnungen für Musikverkäufe

### Auszeichnungen für Musikstreaming
| Land/Region          | Auszeichnungen für Musikverkäufe (Land/Region, Auszeichnung, Verkäufe) | Verkäufe   |
| -------------------- | ---------------------------------------------------------------------- | ---------- |
| Dänemark (IFPI)      | Platin                                                                 | 2.600.000  |
| Spanien (Promusicae) | Platin                                                                 | 8.000.000  |
| Insgesamt            | 2× Platin ·                                                            | 10.600.000 |

Hauptartikel: Coldplay/Auszeichnungen für Musikverkäufe